# Берестівський район

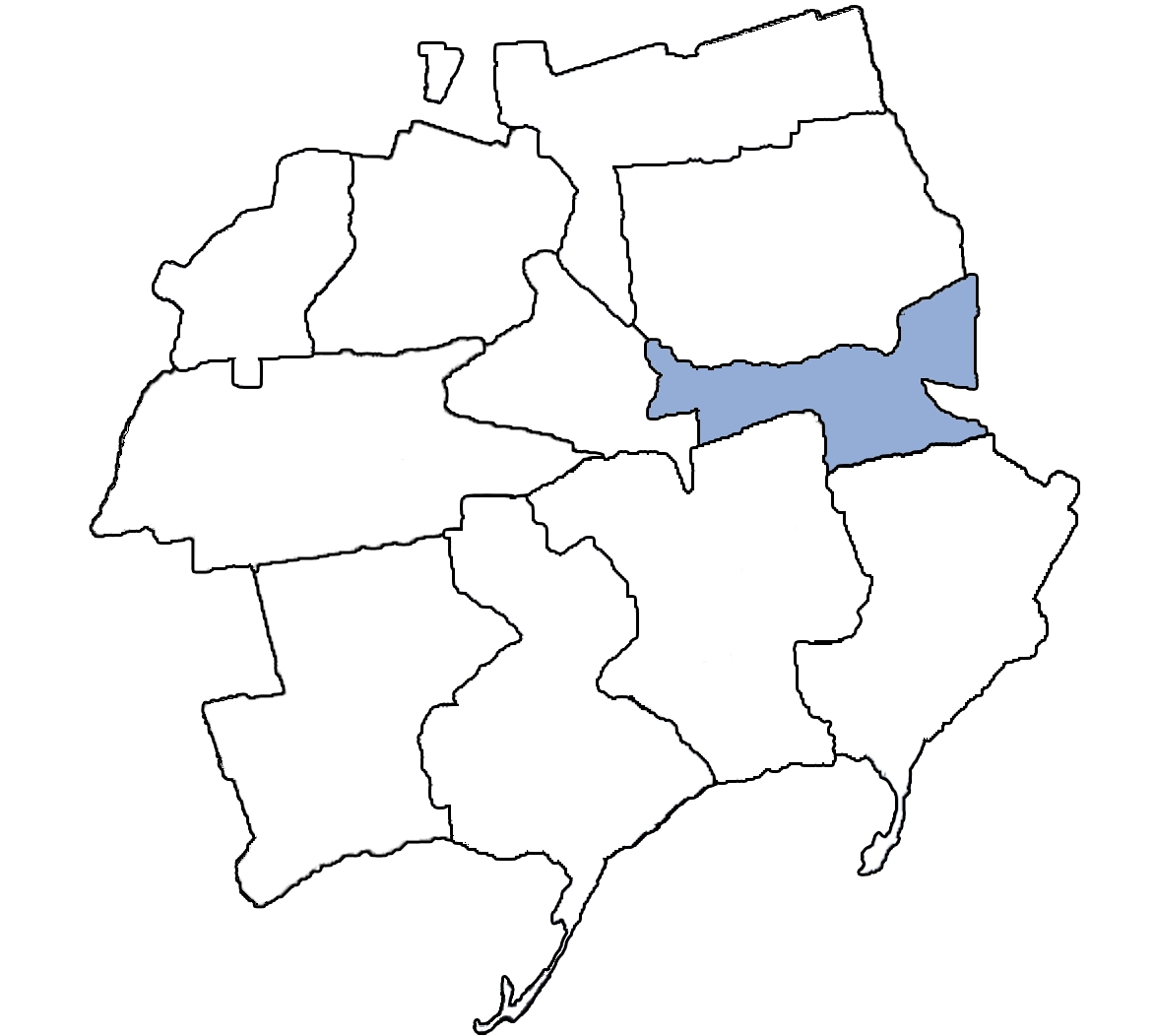
Розташування району в Бердянській окрузі.

Берестівський район (Берестовацький район; рос. Берестоватский район) — район УРСР, що існував у 1923–1930 роках. Центр — село Берестове.
Створений 7 березня 1923 року в складі Бердянської округи Катеринославської губернії.
Станом на 1 січня 1925 року район мав площу 565,6 км² і населення 31 915 осіб.
3 червня 1925 року при розформуванні Бердянської округи Берестівський район перейшов до складу Маріупольської округи.
2 вересня 1930 року район ліквідований з приєднанням його території до Царекостянтинівського району.